# Arginaza
Arginaza (EC 3.5.3.1, argininska amidinaza, kanavanaza, L-arginaza, argininska transamidinaza) je enzim sa sistematskim imenom L-arginin amidinohidrolaza. Ovaj enzim katalizuje sledeću hemijsku reakciju
-arginin + H2O {\displaystyle \rightleftharpoons } L-ornitin + ureja
Ovaj enzim takođe hidrolizuje alfa-N-supstituisane L-arginine i kanavanin.

## Spoljašnje veze
- Arginase на 